# Religion afro-brésilienne

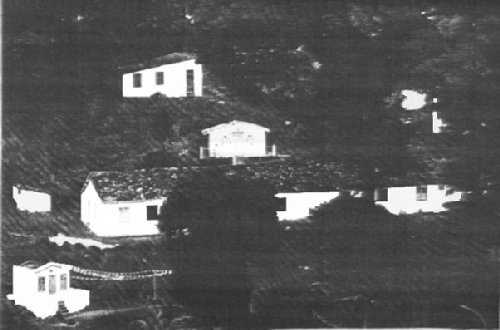
Le Terreiro de la Casa Branca, à Salvador (Bahia), est l'un des plus anciens temples du Candomblé en activité au Brésil, fondé dans les années 1830.

Les religions afro-brésiliennes sont celles qui proviennent de la culture des différents peuples africains amenés comme esclaves au Brésil entre le XVIe et le XIXe siècle, jouant un rôle important dans la préservation des traditions culturelles des différents groupes ethniques noirs (afro-brésiliens). Actuellement, il existe également un grand nombre de blancs et d'autres groupes ethniques qui adhèrent à ces religions, notamment le Candomblé et l'Umbanda.
Plusieurs religions afro-brésiliennes ont absorbé, dans une plus ou moins grande mesure, les influences des religions venues d'Europe, comme le catholicisme et le spiritualisme, et des religions venues des peuples amérindiens.

## Liste des religions et traditions spirituelles afro-brésiliennes
Mouvements religieux issus des peuples Yoruba et Ewe :
- Babaçuê (pt)
- Batuque (pt)
- Candomblé
  - Candomblé Jejé
  - Candomblé Ketu (en)
- Tambor de Mina (en)
- Xangô de Recife ou Xangô du Pernambuco (pt) (religion yoruba au Brésil)[4]

Mouvements religieux issus des peuples Bantous (ou particulièrement par les Mbundu) :
- Cabula (pt)
- Candomblé Banto (pt) (Mythologie bantoue)
- Candomblé de caboclo (pt)
- Catimbó (pt)
- Macumba
- Pajé (pt)
- Toré (pt)
- Umbanda
- Xambá (pt)
- Quimbanda
- Quiumbanda (pt)

Autres mouvements religieux influencés par la culture afro-brésilienne :
- Culto aos egunguns (pt)
- Encantaria (pt)
- Catimbó-jurema (pt)
- Jarê (pt)
- Jurema sagrada (pt)
- Omolocô (pt)
- Terecô (pt)
- Santo Daime